# Didier Deschamps
Didier Deschamps (Bayonne, 15. listopada 1968.), bivši francuski nogometni reprezentativac, danas izbornik Francuske.

## Karijera

### Klubovi
Krenuo je u amaterskom Aviron Bayonnaisu paralelno sa školovanjem. Kao takvog uočili su ga skauti Nantesa, za koje je potpisao u travnju 1983. godine. Za klub je debitirao 27. rujna 1985. godine. Otišao je nakon 111 utakmica i ostavio dubok trag u tom klubu.
Godine 1989. završio je u Marseilleu odakle je isprva otišao na posudbu u Bordeaux, te se vratio za godinu dana. U Marseillu je zatim krenuo na svoj put ka svjetskom vrhu. Od 1991. do 1993. godine osvojio je 3 naslova prvaka države, a 1993. godine i ( doduše sumnjiv ) naslov prvaka Europe u dobi od 25 godina kao kapetan kluba. Ni prije ni poslije Marseillea niti jedan francuski klub nije osvojio taj naslov, a Deschamps je najmlađi kapetan koji je podigao taj pokal. 
Godine 1994. otišao je iz Francuske u talijanski Juventus, s kojim se nabrao trofeja. Čak 3 Scudetta, 1 talijanski kup, 2 superkupa i 1996. godine još jednom Ligu prvaka.
Potom je Deschamps proveo jednu godinu u engleskom Chelsea, dodavši i FA Kup svojoj bogatoj riznici trofeja. Nakon toga par utakmica proveo je u španjolskoj Valenciji. Godine 2001. završio je igračku karijeru.

### Reprezentacija
Nije krenuo u najbolje vrijeme. Michel Platini pozvao ga je na susret protiv Jugoslavije 1989. godine. Bilo je to vrijeme kad se Francuzi nisu uspjeli kvalificirati na dva uzastopna svjetska prvenstva 1990. i 1994. godine.
Kad je na mjesto trenera sjeo Aimé Jacquet počela je obnova nacionalne momčadi pred Euro 1996. godine. Isprva je kapetan bio veliki Eric Cantona, no, nakon što je ovaj zaradio višegodišnju suspenziju izbornik je krenuo u veliku rekonstrukciju. Cantona, Jean-Pierre Papin i David Ginola morali su ustupiti svoja mjesta mladim igračima poput Zidanea. Deschamps je odabran za kapetana ove buduće Zlatne generacije. Prvi put je kapetansku vrpcu ponio protiv Njemačke. Na prvenstvu Europe 1996. u Engleskoj, Francuzi su stigli do polufinala koje im je bilo najveći nogometni uspjeh od 1986. godine.
Uslijedilo je razdoblje francuske dominacije u nogometu kad je kulminirala ova bogomdana generacija. Godine 1998. na svom terenu, Deschamps je odveo momčad do naslova prvak svijeta pobjedom 3:0 u finalu protiv Brazila što je najuvjerljivija pobjeda u finalima svjetskih prvenstava dosad. Za 2 godine u finalu europskog prvenstva pala je u dramatičnom finalu Italija opet s Deschampsom kao kapetanom. 
Nakon toga Didier se oprostio od reprezentacije svečanom priredbom 2002. godine. Dotad su te 103 odigrane utakmice bile rekordni broj nastupa za Tricolore, sada je na 4. mjestu. U ožujku 2004. godine Pelé ga je uvrstio među najvećih 125 nogometaša svih vremena. 

### Trener
Nakon završene karijere krenuo je kao trener. Prvi klub bio je prvoligaš Monaco. Već 2003. bio je proglašen francuskim trenerom godine. Godine 2003. osvojio je Liga-kup, a 2004. s momčadi bez velikih imena došao do finala Lige prvaka gdje je bolji bio portugalski Porto s 3:0. To je vrijeme trenirao našeg Dadu Pršu. Dana 19. rujna 2005. godine nakon loših rezultata napustio je klub.
Iako se činilo da će preuzeti mjesto trenera Marseillea, Deschamps se odlučio za vrlo zanimljiv i težak posao vraćanja, skandalima pogođenog, Juventusa iz druge lige do nekadašnjih veličina. Dana 10. srpnja 2006. godine službeno je naslijedio Fabija Capella.
Prvi susret na mjestu trenera Stare Dame bio je pobjeda 8:0 nad Alessandriom. Isprva nije dobro krenulo, s ispadanjem u kupu, te mučenjem s ratnički nastrojenim drugoligašima s juga Italije. No, ubrzo se Juventus počeo penjati prema vrhu Serie B i uspio se vratiti u prvu ligu.
Dana 5. svibnja 2009. godine potvrđeno je iz kluba Marseilla da je Deschamps njihov novi trener od sezone 2009./10. U prvoj sezoni na klupi OM donosi naslov prvaka u taj klub nakon 18 godina čekanja. 
Nakon par sezona u Marseillu, 2012. godine preuzima kormilo francuske nogometne reprezentacije.

## Trofeji
- Svjetsko prvenstvo - 1998.
- Europsko prvenstvo - 2000.
- Liga prvaka - 1993., 1996.
- Interkontinentalni kup - 1996.
- Europski superkup - 1996.
- Le Championnat - 1991., 1992., 1993.
- Serie A - 1995., 1997., 1998.
- Coppa Italia - 1995.
- Supercoppa Italia - 1995., 1997.
- FA Cup - 2000.

Kao trener:
Monaco
- Francuski liga kup (1): 2003.

Juventus
- Serie B (1): 2006. – 07.

Marseille
- Ligue 1 (1): 2009. – 10.
- Francuski liga kup (2): 2010., 2011.
- Francuski superkup (2): 2010., 2011.

## Zanimljivosti
- Legenda Manchester Uniteda Eric Cantona jednom je sunarodnjaka Deschampsa opisao kao igrača koji postoji na igralištu samo da doda loptu talentiranijem nogometašu iliti kao običnog vodonošu.
- Deschamps je rodom iz Baskije.
- Tvrdi da je u djetinjstvu bio teški luzer, no, po svom motu nikad se nije predavao i došao do veličine koja je danas.